# Czytanie manifestu 19 lutego 1861 roku
Czytanie manifestu 19 lutego 1861 roku (ros. Чтение Положения 19 февраля 1861 года) – obraz olejny namalowany przez rosyjskiego malarza Grigorija Miasojedowa w 1873 roku, znajdujący się w zbiorach Galerii Tretiakowskiej w Moskwie.

## Opis
Grigorij Miasojedow urodził się na wsi, w rodzinie ubogiego właściciela ziemskiego. Uczył się w gimnazjum w Orle i bez ukończenia nauki w 1858 roku wstąpił do Cesarskiej Akademii Sztuk Pięknych w Petersburgu, gdzie studiował u Timofieja Neffa i Aleksieja Markowa. W 1870 roku Miasojedow stał się jednym z założycieli i najaktywniejszych działaczy Towarzystwa Objazdowych Wystaw Artystycznych. Najistotniejsze w twórczości artysty były obrazy rodzajowe dotyczące tematów społecznie drażliwych, w czym pomagał mu gorący temperament, analityczny umysł i bystre zdolności obserwacji. Miasojedow który dorastał na wsi, doskonale rozumiał ciężką pracę robotników oraz beznadziejną sytuację chłopów w Rosji.
Obraz przedstawia chłopów słuchających manifestu reformy uwłaszczeniowej cesarza Aleksandra II wyjaśniającego ich prawa i obowiązki. Mężczyźni zebrali się w dużej stodole, aby suszyć siano. Światło słoneczne wpada z góry, oświetlając chłopca w czerwonej koszuli czytającego manifest i otaczającą go grupę chłopów. Niektórzy słuchają w skupieniu, uważnie, z głęboką nadzieją, podczas gdy na twarzach innych widać napięcie, zwątpienie i nieufność. Liczne detale charakteryzujące życie chłopskie, wykonane zostały z niemal naturalistyczną precyzją.
Grigorij Miasojedow malował to dzieło w upalne lato, w nieodpowiednim pomieszczeniu, stale zajętym przez ludzi, co sprawiało mu dużo trudności: dwukrotnie podarł obraz, a ogromna ilość much sprawiała, że praca nad płótnem była dla niego bolesna i stresująca. Pomimo tych okoliczności, obraz był chwalony za wyważenie tematu, autentyczność przekazu i prawdziwie chłopskie, jakby żywe twarze. 